# 笠岡十名山
笠岡十名山（かさおかじゅうめいざん）は、岡山県笠岡市にある山から名山を選んだものである。

## 概要
笠岡十名山探究会が１９９８年に笠岡市内の山から標高や歴史、施設、地域の愛着度、山頂からの眺望、登山道の有無や状況などから選ばれた笠岡市内の山である。
十名山に捨てがたく１４の山が選ばれている。笠岡十名山探究会の後を引き継いだ笠岡十名山のぼろう会が２００５年から登山道整備や公募登山など実施していたが、会員の高齢化や参加者の減少などから２０１７年３月をもって解散した。今後は笠岡市内のまちづくり協議会や有志の手で整備されていく山もあるが、山によっては登山道の荒廃が危惧される。

## 十名山

### 阿部山
阿部山（あべさん）は、甲弩・尾坂と浅口市鴨方町・小田郡矢掛町に跨る名山。標高は366.1メートル。 東方に拡がる阿部連山（東峰二等三角点397.7メートル）の一峰であるが、笠岡市最高峰ということで阿部山の名で十名山に連ねた。三等三角点で三角点名は「山手」。安倍晴明に所縁がある。登山道は西麓の神護寺と山手地区からあるが荒廃の状況となっている。東側の阿部山西からのアプローチも可能だが薮こぎとなる。

### 妙見山
妙見山（みょうけんざん）は、吉田・関戸・尾坂と浅口市鴨方町に跨る名山。標高は281.5メートル。三等三角点で三角点名は「妙見谷」。頂上の十名山の案内板は笠岡のマンガ家南一平による。山頂（三角点名「大内山」207メートル）は鴨方になる。登山道は尾坂池から２本、尾坂から２本、吉田の森から１本あるが尾坂からの登山道は荒れている。尾坂池からの登山道の１本は巡視路、他の１本は市の方で草刈りしてくれており登り易い。尾坂池に龍王山とともに案内板がある。

### 龍王山
龍王山（りゅうおうざん）は、笠岡・尾坂・新賀・山口に跨る名山。標高は267.4メートル。四等三角点で点名は「竜王山」。尾坂ダムを挟んで妙見山と対峙している。笠岡市内には国土地理院の地図によれば四つの龍王山があるが中国電力の巡視路が整備されているこの龍王山が選ばれた。尾坂池からの南ルート、山口からの北ルート、馬鞍山経由ないし馬鞍山りん経由の東ルートと３本の登山道がある。

### 神之峰
神之峰（こうのみね）は、篠坂・有田に跨る名山。標高は201.8メートル。市内に３つある二等三角点のうちの一座「篠坂」がある。山麓には備中国の式内社である有田八幡神社（在田神社）が鎮座。現在は陶山まちづくり協議会の手で整備されている。

### 虚空蔵山
虚空蔵山（こくんぞうさん）は、今立・広浜と浅口郡里庄町に跨る名山。標高は260メートル。山頂には磐座や虚空蔵菩薩を祀るお堂、雄岩（虚空蔵岩）と呼ばれる巨岩がある。三角点は東側の里庄美しい森の一角にある。笠岡からは広浜から参道となっている登山道があり、年末に里人の手で整備されている。また里庄のグリーンクレストの最奥からも登山道がある。

### 応神山
応神山（おうじんやま）は、笠岡にある名山。標高は218.9メートル。四等三角点で点名は「笠岡」。山中に八畳岩や六畳岩・展望岩がある。国指定名勝で岡山県百名山の一つ。山麓の笠神社は応神天皇を祭神とし、また登山の起点となっている。荒廃していた登山道も有志の方の尽力で徐々に整備され現在11もの登山道があり、四方八方から登ることができる。代表的なルートは笠神社からで山頂まで１時間はかからない。応神山山歩会他が整備にあたっている。

### 御嶽山
御嶽山（みたけさん）は、西大島・大島中にある名山。標高は319.8メートル。山頂の１００mほど北東にある二等三角点は点名「大島」。瀬戸内海国立公園に含まれている。展望台の「幻虹台」という名称は、1936年（昭和11年）に国立公園の父とも呼ばれる田村剛らの調査の際、その景色の素晴らしさから無名だった丘に名付けたものという。山頂付近には祈雨神社があり、境内は平安時代に建立された量剛寺跡とされ、礎石や布目の瓦などが出土、笠岡市指定の史跡となっている。なお、車道が頂上まで通じているが、御滝権現や三十三観音を祀った山道が残っている。登山道は鳥ノ江峠からの御瀧神社ルートと林道ルート、北側の川手からの観音道ルート、土生（はぶ）からの土生ルート、正頭からの三石山ルート、正頭乢からの正頭ルートがある。正頭乢から東の黒見堂、むこう山をたどれば青佐山の登山口がある楡木に下りられる（皿池ルート）。後述の四尋山から縦走すればおもしろい。青佐山から寄島に下りれば路線バスで里庄駅や新倉敷駅まで出られる。
四尋山との峠にあたる鳥ノ江峠にはトイレも完備され、地元の人々によって清掃管理がなされている。この周辺では、かつては御嶽山の水を使用した酒造が盛んで、備中杜氏と呼ばれる杜氏集団の発祥地である。

### 塚の丸山
塚の丸山（つがのまるやま）は、神島にある名山。神島（こうのしま）の北側の内浦からは塚（つか）の丸山、南側の外浦からは栂（つが）の丸山とよばれていた。同じ山が見る地点で名前が異なる珍しい例である。標高は306メートル。三角点は山頂にはない。山頂付近には各放送局や携帯電話会社のアンテナ塔が多数建っており、頂上まで車道が通じている。

### 秋葉山・八幡山
秋葉山（あきばさん）・八幡山（はちまんさん）は、ともに笠岡諸島の北木島にある名山。秋葉山の標高は160メートル。大浦地区にあり、頂上まで御影石を使った登山道が続いている。山頂付近に石仏が鎮座、中腹には大師堂がある。八幡山は丸岩にあり標高は14１.7メートルで四等三角点「南」。

### 大石山
大石山（おおいしやま）は、笠岡諸島の六島にある名山。三等三角点「武島」185.0ｍ。笠岡十名山探究会の手で山頂までの登山道が復活した。その後六島小学校に下りるルートが再建されたり、灯台からの登山道が整備され簡単に山頂に立てる。六島は岡山県最南端の白い灯台と水仙で有名。

## その他の名山

### 四尋山
四尋山（しびろさん）は、西大島にある準十名山。標高は228.4メートル。三角点名「鳥ノ江」。御嶽山の西方にある。近年西麓の金崎橋付近からの登山道が整備され、御嶽山から青佐山までの縦走ができるようになった。ただし正頭乢から皿池に下りる区間は荒れている。

### 城山
城山（しろやま）は、笠岡諸島の真鍋島にある別格名山。標高は126.8メートル（点名は岩坪）。島内には笠岡市で唯一の一等三角点「山の神」120.4メートルがあり、島内を一周できる遊歩道が整備されている。

### 立石山
立石山（たていしさん）は、笠岡諸島の白石島にある別格名山。標高は169メートル。白石島にはオリエンテーリングのコースがあり、大会には全国から選手が集まる。